# Club Deportivo Toranzo Sport
El Club Deportivo Toranzo Sport es un club de fútbol de la localidad de Villasevil de Toranzo, en Santiurde de Toranzo (Cantabria) España. Fue fundado en 1966 y actualmente milita en la Segunda Regional; sin embargo la mayor categoría alcanzada por el club fue la Tercera División.

## Historia
El club, fundado en 1966, debe su nombre al Valle de Toranzo del que es el único representante futbolístico junto al Ayrón Club de Vargas y el Club Deportivo Montañas del Pas de Ontaneda.
Anteriormente a la Guerra Civil ya hubo algunos clubs en el valle participando en las diferentes categorías del Campeonato Regional de Cantabria al menos desde 1927, caso del primer Toranzo Sport de Alceda-Ontaneda y del Viesgo Sport de Puente Viesgo. En las campañas 1933-34 y 1934-35 es la Unión Torancesa quien representa al valle en el Campeonato Regional junto al Ayrón Club de Vargas desde 1934-35, pero el estallido de la guerra corta de raíz el desarrollo de estos clubs.
Después de la guerra el Ayrón Club de Vargas representa intermitentemente al valle, desde 1940, siendo su único representante hasta la fundación del actual Toranzo Sport en 1966. Finalmente a estos dos clubs se ha unido desde la temporada 2008-09 el Montañas del Pas.

## Uniforme
- Primer uniforme: camiseta roja, pantalón azul y medias rojas.
- Segundo uniforme: camiseta, pantalón y medias negras.

## Datos del club
- Temporadas en 1ª: 0
- Temporadas en 2ª: 0
- Temporadas en 2ªB: 0
- Temporadas en 3ª: 1 (2002-03)
- Mejor clasificación en Tercera: 18º (2002-03)

## Palmarés
- Campeón del Grupo B de Primera Regional (1): 2000-01
- Subcampeón de Primera Regional (1): 2000-01
- Torneo Federación (1): 1980
- Subcampeón del Torneo Federación (1): 1983

## Temporadas del Toranzo Sport
| Temporada | Categoría           | Puesto              | Notas                 |
| --------- | ------------------- | ------------------- | --------------------- |
| 1972-73   | Segunda Regional    | 11º                 | promoción de descenso |
| 1973-74   | Segunda Regional    | 17º                 |                       |
| 1974-75   | Segunda Regional    | 4º                  | ascenso               |
| 1975-76   | Primera Regional    | 17º                 | descenso              |
| 1976-77   | Segunda Regional    | 10º                 |                       |
| 1977-78   | Segunda Regional    | 5º                  | ascenso               |
| 1978-79   | Primera Regional    | 19º                 | descenso              |
| 1979-80   | Segunda Regional    | 9º                  |                       |
| 1980-81   | Segunda Regional    | 8º                  |                       |
| 1981-82   | Segunda Regional    | 8º                  |                       |
| 1982-83   | Segunda Regional    | 3º                  | ascenso               |
| 1983-84   | Primera Regional    | 7º                  |                       |
| 1984-85   | Primera Regional    | 11º                 |                       |
| 1985-86   | Primera Regional    | 5º (grupo 1)        | ascenso               |
| 1986-87   | Regional Preferente | 20º                 | promoción de descenso |
| 1987-88   | Regional Preferente | 13º                 |                       |
| 1988-89   | Regional Preferente | 18º                 | descenso              |
| 1989-90   | Primera Regional    | 9º                  |                       |
| 1990-91   | Primera Regional    | 9º                  |                       |
| 1991-92   | Primera Regional    | 3º                  | ascenso               |
| 1992-93   | Regional Preferente | 17º                 | descenso              |
| 1993-94   | Primera Regional    | 8º                  |                       |
| 1994-95   | Primera Regional    | 10º                 |                       |
| 1995-96   | Primera Regional    | 12º                 |                       |
| 1996-97   | Primera Regional    | 15º                 |                       |
| 1997-98   | Primera Regional    | 11º                 |                       |
| 1998-99   | Primera Regional    | 13º                 |                       |
| 1999-00   | Primera Regional    | 4º (grupo B)        |                       |
| 2000-01   | Primera Regional    | 2º (1º del grupo B) | ascenso               |
| 2001-02   | Regional Preferente | 4º                  | ascenso               |
| 2002-03   | Tercera División    | 18º                 | descenso              |
| 2003-04   | Regional Preferente | 18º                 | descenso              |
| 2004-05   | Primera Regional    | 3º (grupo A)        |                       |
| 2005-06   | Primera Regional    | 8º                  |                       |
| 2006-07   | Primera Regional    | 9º                  |                       |
| 2007-08   | Primera Regional    | 11º                 |                       |
| 2008-09   | Primera Regional    | 16º                 | descenso              |
| 2009-10   | Segunda Regional    | 3º                  | ascenso               |
| 2010-11   | Primera Regional    | 9º                  |                       |
| 2011-12   | Primera Regional    | 15º                 |                       |
| 2012-13   | Primera Regional    | 10º                 |                       |
| 2013-14   | Primera Regional    | 16º                 | descenso              |
| 2014-15   | Segunda Regional    | 15º                 |                       |
| 2015-16   | Segunda Regional    | 6º                  |                       |
| 2016-17   | Segunda Regional    | 15º                 |                       |
| 2017-18   | Segunda Regional    | 12º                 |                       |
| 2018-19   | Segunda Regional    | 17º                 |                       |
| 2019-20   | Segunda Regional    | 9º                  |                       |
| 2020-21   | Segunda Regional    | 9º                  |                       |
| 2021-22   | Segunda Regional    | 13º                 |                       |
| 2022-23   | Segunda Regional    | 11º                 |                       |
| 2023-24   | Segunda Regional    | 15º                 |                       |
| 2024-25   | Segunda Regional    |                     |                       |

Fuente: futbol-regional.es

## Estadio
El C.D. Toranzo juega como local en Villasevil, en el campo de La Venta, con capacidad para 4000 aficionados. El terreno de juego es de hierba natural. Además, posee dos campos de entrenamiento.